# وس مورگان
وستلی نِیتان مورگان (انگلیسی: Westley Nathan Morgan؛ زادهٔ ۲۱ ژانویهٔ ۱۹۸۴) بازیکن سابق فوتبال اهل جامائیکا است.
وی همچنین در تیم ملی فوتبال جامائیکا بازی کرده‌است.